# بالاجی موشن پیکچرز
بالاجی موشن پیکچرز (انگلیسی: Balaji Motion Pictures) یک شرکت تابعه شرکت سرگرمی بالاجی تله‌فیلم بوده و به‌طور کامل تحت مالکیت آن می‌باشد که در بخش تولید و توزیع فیلم هندی فعالیت می‌کند، این شرکت توسط شبها کاپور و اکتا کاپور بناء نهاده شد. کمپانی در بمبئی قرار دارد و فیلم‌های بالیوود را تولید و توزیع می‌کند. ریاست کمپانی را جیتندرا کاپور، بازیگر سابق بالیوود بر عهده دارد.
در سال ۲۰۱۷، این کمپانی کتاب بیوگرافی خود را تحت عنوان پادشاهی ملکه سریال تلویزیون (Kingdom of the Soap Queen)  منتشر کرد.